# 河川炮舰

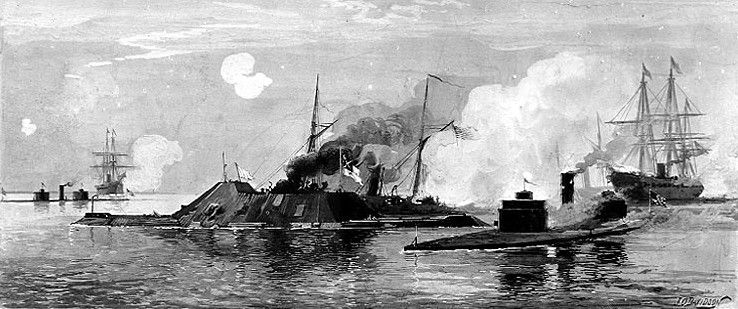
南北战争莫比尔湾之战，邦联军（南军）浅水重炮舰田纳西号浅水重炮舰 (1863)不敌投降。画面右侧外形低矮的铁甲舰为联邦军（北军）的密尔沃基级奇克索号浅水重炮舰

河川炮舰，或称内河炮舰、浅水炮舰，是一种主要在内陆水域行动的炮舰，如河流、河口、三角洲、湖泊等地区。内河炮舰为了适应内陆河流环境，通常吃水较浅；因应目标地区水文条件，大小不一；通常防护薄弱，没有装甲，但也有例外。舰上的武备大多仅止于小口径火炮和机枪；部分装备了大口径火炮，这种又称为内河重炮舰（River Monitor），但两种分类之间并无绝对的划分标准。
内河炮舰与具有远洋航行能力的航海炮舰相比，两者之间并非总是泾渭分明。一些吃水较浅的航海炮舰可以驶入较大的河流进行活动；而部分内河炮舰也可以在进行相应改装后在近海活动。
一些经济实力有限的国家，会选择装备内河炮舰以保卫本国利益。而对于海军强国而言，虽然不会把内河炮舰作为主力舰使用，但其对小国的海军舰艇存有威慑力，因此也广泛用于殖民地等海外地区。
第二次世界大战期间，空中力量对内河炮舰造成了严重威胁。战后内河炮舰这一舰种日渐衰落，在各国逐渐为内河巡逻舰/艇（River Patrol Boat / River Patrol Craft）所代替。

## 各国概况

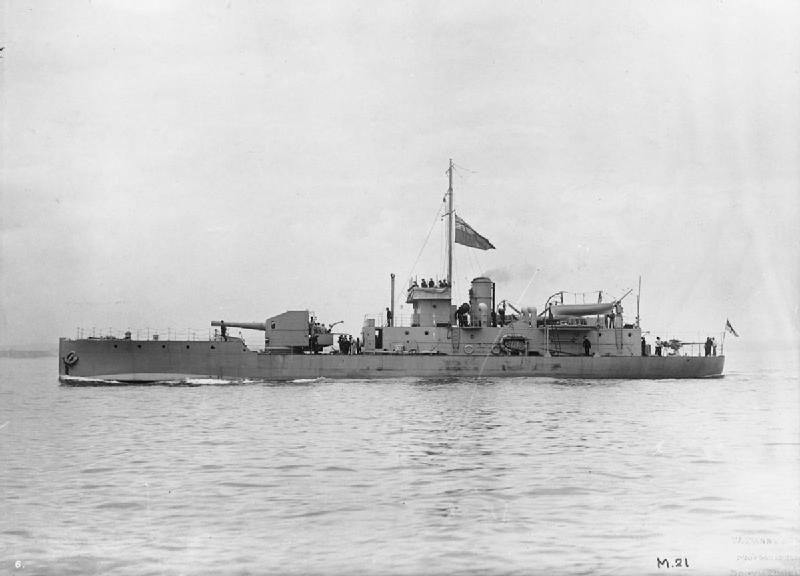
M15级炮舰之一，M21号

### 英国
1854年，英国为了在黑海和波罗的海进行近程封锁，迫切需要一种吃水不超过6.5英尺（2.0）的浅吃水军舰。同年年中，英国海军部订购了6艘拾穗者级炮舰，首开浅水重炮舰（Monitor）的先河。1867-1881年间，英国建造了一批所谓“熨斗炮舰”或曰“伦道尔式炮舰”，其中一部分部署在中国，多少满足了在中国内陆巡逻的需要。
1884年2月，英国卷入了苏丹的内乱，出兵镇压馬赫迪起义。英国的苏丹总督查理·喬治·戈登少将在喀土穆征用了一些民用蒸汽船，并用手上能搜集到的各种物资改装成炮舰：把法制或德制野战炮搬上船当舰炮；铺上一层厚木板，再拼凑一些能找到的金属板和沙袋，就算是装甲了。这种改装炮舰防护薄弱，在拥有新式欧洲火炮的马赫迪军面前生存能力很差。英国海军部因应前线的需求，在1884年底下达了建造4艘专用于尼罗河的塔玛依级（Tamai）炮舰的订单。这批蒸汽炮艇艇吃水很浅，满载时也仅有2英尺6英寸（0.8），而且推进轮安装在艉部，能靠舰体提供一些防护。1895年，又追加订购了3艘埃尔·扎菲尔级（El Zafir）；1896年，英国人总结了10多年来的经验，为在上尼罗河地区行动而设计建造了3艘苏丹级（Sultan）浅水炮舰。该级采用低干舷，以便在湍急且浅的上尼罗河航行；宽船辐，容纳人员和物资，增强居住性；取消推进轮，改用螺旋桨，装设在内凹的船底内，减少搁浅的风险。
1889年英国议会通过《1889年海防法案》，所有在役炮船（Gun Vessel）和炮舰根据后膛炮还是前膛炮而划分为一等和二等炮舰，同时极大缩减了建造新炮舰的规模，转而走向远洋海军的扩张。这时期仅建造了4艘荆棘级，部署在西非和中国。
1914年一战爆发，英国迅速买下了巴西订购但尚未完全付清款项的三艘内河重炮舰。1915年2月英军订购了12艘苍蝇级内河炮艇，98吨，吃水0.6米，预定用于美索不达米亚地区，为了掩人耳目而起名“中国炮艇”。同年12月又追加订购了另外4艘。同样在1915年2月，订购了12艘昆虫级内河炮舰，645吨，吃水1.2米，两门6英寸（152.4）炮，同样号称“大型中国炮舰”，准备用在多瑙河流域。接下来英国人又发展出了M15级浅水重炮舰和M29级浅水重炮舰，统称M级，部分甚至搭载了夸张的9英寸（228.6）炮。这批浅水炮舰全部没有航海能力，只能在港口和内河进行活动。

### 美国
南北战争时期，联邦军（北军）装备了大量的铁甲浅水重炮舰。1862年，北军订购了4艘密尔沃基级浅吃水重炮舰（Shallow Draught Monitor），排水量1300吨，吃水1.83米，装备两座双联装11英寸（279.4）滑膛炮，1863-1864年陆续下水。密尔沃基级原本设计用于内河行动，不过也有在墨西哥湾沿岸活动的能力。1863年北军又追加订购了20艘1170吨的卡斯科级浅吃水重炮舰，1864-1865年陆续下水，因为战争已经接近尾声，仅有部分最终建成服役。这批早期的铁甲浅吃水重炮舰均在1874-1875年出售。除了铁甲舰，北军还大量运用各种木壳军舰。1861年6月8日，战争开始没多久，北军就马上采购了3艘木壳明轮船并改装成炮舰；同年开始大量建造乌纳迪拉级炮舰。这种691吨、带全套帆具的木壳炮舰昵称“90天炮舰”，可以在沿海以及内河进行活动；1865年全部出售。

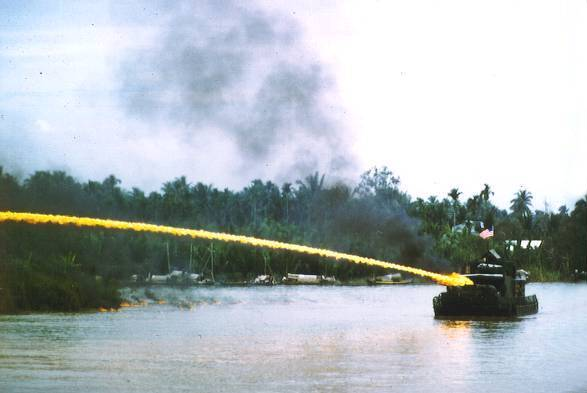
一艘美军内河炮舰在越战中喷射凝固汽油

1913年，190吨的莫诺卡西号下水。这是美国为了在中国长江执行任务而专门建造的浅吃水长江炮舰。1925年，美国决议建造6艘专用于长江的炮舰，也就是后来的威克级（370吨，1.55米）、班乃级（450吨，1.6米）以及吕宋级（560吨，1.7米）3级，每级各两艘，均只配备两门3英寸炮。美军在长江服过役的军官要求建造小一点的炮舰，好方便在曲折的长江上游行驶，从而拓展美国在中国内地的军事存在；但军方高层最终还是决定，新炮舰不能太小，要在外观和气势上压倒其他国家。
1965年12月18日，美国海军再次组建褐水海軍，以便在南越地区内进行行动。1966年，时任美国国防部长罗伯特·麦克纳马拉授权组建内河机动部队。越南战争期间，美军的内河第一突击区舰队（River Assault Flotilla One）下辖4个内河突击分队（River Assault Divisions, RAD），其中RAD91拥有3艘炮舰，RAD92两艘，RAD111有3艘，RAD112则是两艘。
美军在越南的内河炮舰可以分成两类：型号4装备了40毫米火炮；型号5实际上又分成两种：装备榴弹炮的H型（Howitzer）以及火焰喷射器的F型（Flamethrower）。这批炮舰改装自第二次世界大战期间美军的機械化登陸艇，改装后大约长61英尺（19），宽17英尺6英寸（5.3），装备两台格雷船用型64NH9柴油发动机，航速8.9節（16.5每小時），乘员通常11人或者更多，有10吨重的装甲板作为防护。各型火力如下：
- 第一代：81毫米迫击炮一门，40毫米机关炮一门，20毫米机关炮一门，Mk18榴弹发射器两具，M79榴弹发射器3具，.50机枪两挺，7.62毫米机枪4挺；
- 第二代F型：火焰喷射器两具（200米射程），20毫米机关炮两门，M79榴弹发射器3具，.50机枪两挺；
- 第二代H型：105毫米榴弹炮一门，20毫米机关炮两门，M79榴弹发射器3具，.50机枪两挺，7.62毫米机枪1挺。

越共的轻武器对美军的内河重炮舰杀伤有限，不过12.7毫米口径的重机枪对其有很强的威胁。此外越共还少量装备无后坐力炮，颇具杀伤力；但威胁性最大的还是要数苏制RPG-7等肩扛式反坦克火箭炮。越共同样大量使用水雷，这种自制水雷不需填充很大当量的炸药，就能对美军几乎没有装甲防护的内河舰艇造成可观的破坏。美军的应对措施则是多重水密舱等一系列损管措施，受伤舰艇一般都能自行搁浅，就算万一沉没，毕竟是在浅水地区活动，也能很快打捞起来。此外越共还经常在浅水处用木头等搭建掩体。美军的内河重炮舰要摧毁这种掩体很容易，但闹出如此大的动静就足够让附近的越共战士警觉；而放着不管的话，里面又很可能藏有伏兵。纵使如此，越共想要打伏击战也不容易：美军的内河重炮舰装备了大量自动火力，弹药充足；而且美军直升机和攻击机的支援随叫随到，贸然进攻经常会导致损兵折将，并且迫使越共军在撤退时将火炮等重装备遗留在现场。

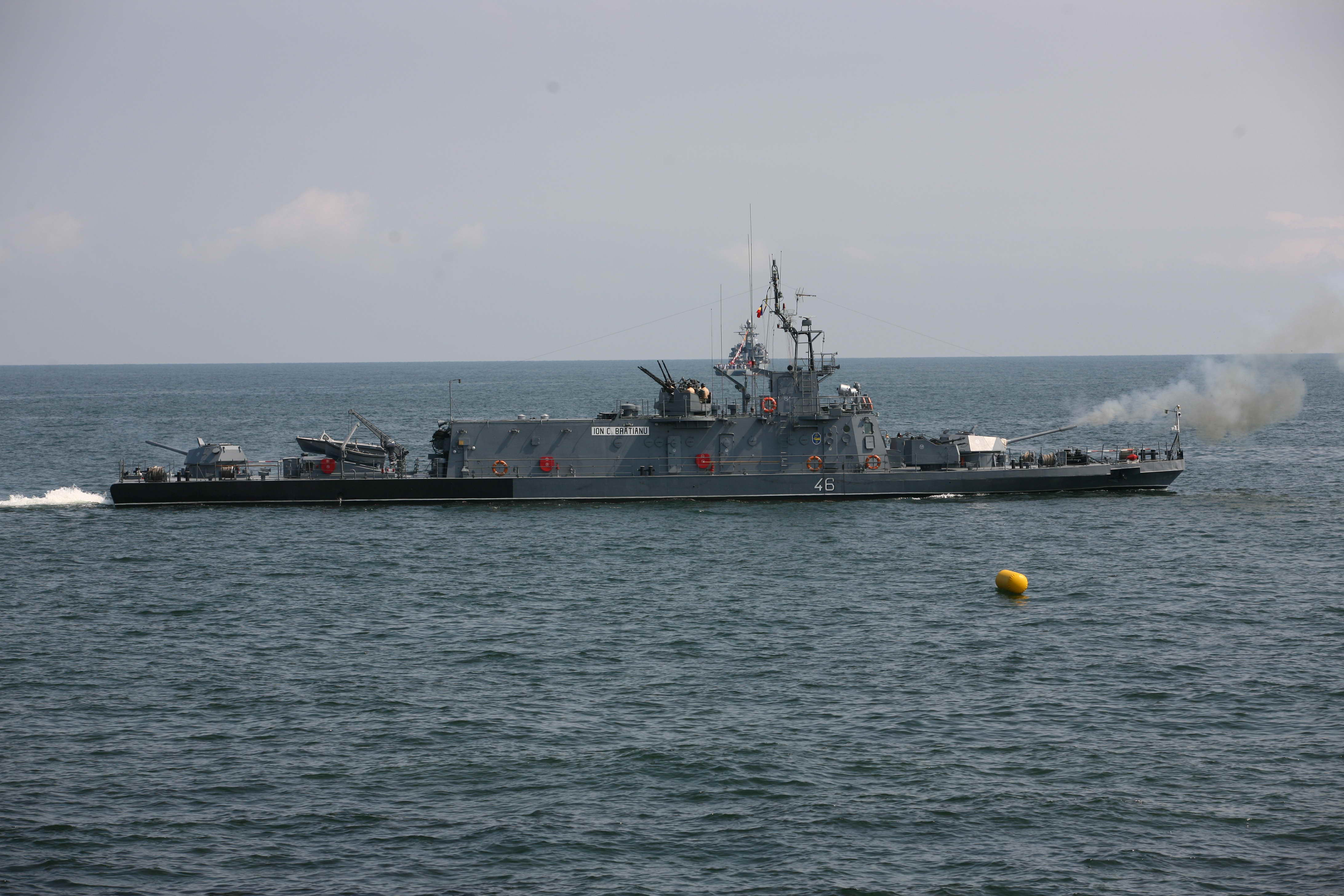
罗马尼亚海军的米哈伊尔·科盖尔尼切努级内河炮舰

### 欧洲大陆
法国作为仅次于英国的另一个殖民国家，在十九世纪末建造了一批殖民地炮舰和通报舰来保卫其殖民地，其中就包括为法属印度支那和中国建造内河炮舰。一战期间法国也为本土内河防卫建造了若干小型内河炮艇；这些小艇由海军设计，交由陆军运用，充当西线战场上的移动炮台。二战前法国海军的长江区舰队（Yangtze Flotilla）下辖弗朗西斯·卡尼尔（Francis Garnier）、都大（Doudart du Lagrée）、柏年（Balny）、刚健（La Grandière）4舰。
奥匈帝国紧随在美国之后，1871年建造了莱塔号等两艘内河重炮舰，一开始配备了6英寸（152.4）炮，不过这么大口径的火炮实在不适合在多瑙河流域使用，于是在1890年代又换成了小一些的4.7英寸（119.4）炮。经过多年的建设，奥匈帝国在一战前拥有着多瑙河流域最强大的力量，其多瑙河区舰队拥有6艘内河炮舰和6艘巡逻艇。在战争期间又增加了4艘炮舰、6艘巡逻艇。其中最老的莱塔级拥有一门120毫米炮、2门47毫米炮；外形低矮、装甲较好，具有较强作战能力。较新一点的是克勒什级，配备120毫米平射炮和120毫米榴弹炮各一门。此后奥匈帝国陆续开工建造一系列新式炮舰，主要火力都是两门120毫米炮。奥匈海军的炮舰普遍吨位较大，虽基本在多瑙河内逡巡，但也能进入黑海执行任务。随着一战奥匈战败，大部分奥匈炮舰均被赔偿给各国。
罗马尼亚一战期间拥有着当时多瑙河流域内吨位最大的内河炮舰，达到680吨，装备3门120毫米炮，水线带、炮塔和司令塔有着70毫米的装甲防护。这批炮舰在奥匈帝国的的里雅斯特分段建造，然后通过铁路运回罗马尼亚，在加拉茨船厂进行组装。不过这批炮舰没有与敌舰进行作战，而都是参与对地攻击，迟滞敌军进攻。战间时期的罗马尼亚多瑙河舰队是当时世界上实力最强大的内河舰队。
捷克斯洛伐克的马萨里克总统号排水量214吨，在1930年代是捷克斯洛伐克最强大的军舰。1939年德国吞并捷克斯洛伐克，马萨里克总统号随之改名为贝歇拉伦号（Bechelaren），二战期间进行过一系列改装。该舰在二战中幸存了下来，并重新返回到捷克斯洛伐克手中。
南斯拉夫王国成立之初，也曾试图在列强瓜分德奥海军时分得一杯羹，希望能分得包括4艘巡洋舰在内的一大批军舰，不过在意大利极力反对下，只能得到一点残羹冷炙。南斯拉夫最终获得的舰艇包括4艘原奥匈内河重炮舰：克勒什号（SMS Körös）、博德罗格号（SMS Bodrog）、恩斯号（SMS Enns）以及波斯那号（Bosna），分别改名为摩拉瓦河号（Morava）、萨瓦河号（Sava）、德拉瓦河号（Drava），还有瓦尔达尔河号（Vardar）；另外还有一些扫雷舰、鱼雷艇、辅助舰艇之类。二战期间，1941年意大利入侵南斯拉夫，南斯拉夫海军在意大利空军面前没有任何还手的能力，南斯拉夫的内河舰艇在战争初期就被击沉或者搁浅放弃。意大利和德国随后扶植建立了克羅埃西亞獨立國，但意大利不允许其拥有自己的海军，因此后者只能保持有限度的内河警察力量，以及在黑海为德国承担辅助任务。克罗地亚独立国的军舰里包括两艘原南斯拉夫内河炮舰波斯尼亚河号（Bosna，原南斯拉夫摩拉瓦河号）和萨瓦河号。

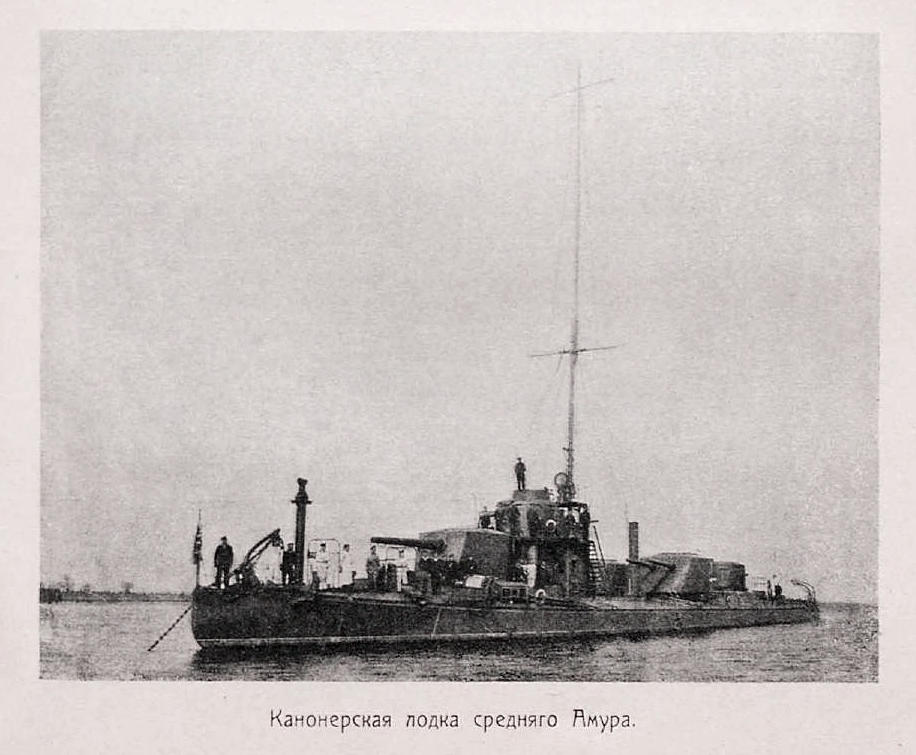
暴风号内河炮舰，摄于1912年

波兰独立后直至二战前，都在努力扩张自己的海军实力。1920年波兰购买了4艘华沙级（Warszawa）内河重炮舰，110吨，吃水0.8米，装备两门105毫米炮。1939年，波兰在普里皮亚季河流域使用过一些70到100吨的内河炮艇。1923年，波兰建造了第一款完全由本国设计和建造的军舰，克拉科夫级（Krakow）内河重炮艇，常备70吨，吃水0.39米；原本备两门75毫米炮，1门100毫米榴弹炮，1932年改装成3门100毫米榴弹炮。1941年苏军捕获了克拉科夫号，并改名为博布鲁伊斯克号（俄语：Бобру́йск）。维尔诺号（Wilno）则在1939年损失。

### 俄罗斯帝国/苏联/俄罗斯
俄国一战前的阿穆尔河区舰队拥有着强大的内河炮舰实力。包括：8艘风暴级（Shkval）装甲炮塔内河炮舰，946吨，吃水1.4米，装备两门50倍径152毫米炮。1911年起在哈巴罗夫斯克（中文旧称伯力）进行组装，随后在黑龙江（俄国称阿穆尔河）服役。其中首舰风暴号日后改名孙逸仙号（Sun Yat Sen）；7艘卡尔梅克人级（Kalmyk）装甲内河炮舰，244吨，吃水1米，1908年组装，在黑龙江服役；两艘布里亚特人级（Buryat）内河炮舰，193吨，吃水0.7米。一战初期俄国在远东的假想敌日本也参加了协约国对德奥宣战，俄国得以在1914-1915年左右封存这批舰艇，从而大量抽调人手前往欧洲战场。日本干涉西伯利亚时期日军捕获了其中一部分，1925年归还。部分在1940年代重新修复，最终在1950年代全部退役。
1917年俄国爆发十月革命，随后又陷入了内战。新生的苏联在经过内战的混乱后，陆续建造了一批内河炮舰，包括两艘乌达尔尼级（Udarnyi）内河重炮舰（385吨，两门130毫米炮，配属阿穆尔河区舰队），6艘热列兹尼亚科夫级（Zheleznyakov）内河重炮舰（263吨，两门4英寸（102）炮）；同时在内陆建造了一批1124BKA型、1125BKA型装甲摩托炮艇，还有MBK型装甲摩托炮舰。1939年苏联入侵波兰时，俘获5艘波兰内河舰艇，打捞并修复，1941年时又全部损失。1940年苏联吞并立陶宛，获得了原立陶宛海军的若干炮舰。1944年苏军攻入罗马尼亚，俘获一批罗军舰艇，包括5艘内河炮舰，全部归入苏军多瑙河区舰队旗下。
在1946年，苏联开始建造一批191型内河炮艇，55吨，吃水0.65米，装备1座85毫米坦克炮塔；改进型之一的191M型增强了动力和机枪火力。1951年开始建造的192型比起前型强化了装甲，吃水也增大到0.95米，不过仅开工建造了若干艘就取消了后续建造计划，此后再也没有相应的装甲炮舰的建造计划。到1958年时，苏联的各内河舰队逐步裁撤。

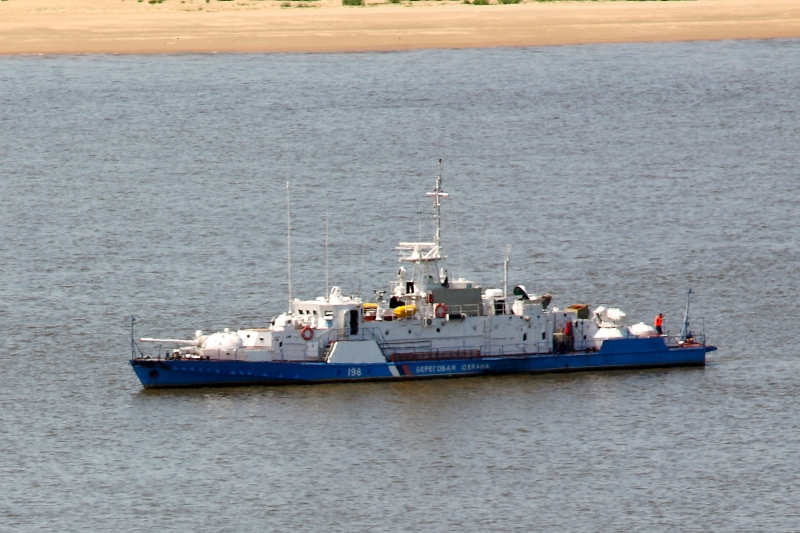
俄羅斯聯邦安全局邊防軍海巡隊的12481型巡逻舰PSKR-322瓦西里·波雅尔科夫号（Василий Поярков），摄于2008年

1965年，中苏关系日趋恶化，苏联方面上马了1204型内河重炮艇（熊峰，Shmel），满载77.4吨，吃水2米，配备1门76毫米炮以及1座140毫米火箭发射器。这一型总共建造了大概120艘，部署在多瑙河，黑龙江以及乌苏里江，另外也有一些部署到里海区舰队。1975年，苏联建造了一艘1208型雅罗鱼级（Slepenia，北约代号Yaz）内河重炮舰的原型舰，450吨，吃水1.45米，配备两座100或者115毫米坦克炮塔，一座140毫米火箭发射器；只是原型舰出来后，苏军就中止了相关计划。1980年起苏军建造了8艘1212型蚂蝗级（Пиявка，Piyavka）内河巡逻舰；以及7艘1248型蚊子级内河重炮舰（Moskit，或称Vosh），150吨，吃水1.2米，配备一座76或115毫米坦克炮塔，1座ZiF-21火箭发射器，全部部署在阿穆尔河区舰队。1248型后续发展出了改进型的12481型，生产一直持续到1991年。其中部分一度转入太平洋舰队，1994年重新转入边防部队。
俄羅斯入侵烏克蘭後，俄軍組建聶伯河區艦隊的計劃自2024年初以來便持續積極推動，該區艦隊首先將接收原屬里海艦隊的1204型裝甲砲艇。

### 拉美
南美大国巴西领土内有着众多河流，需要有比较强力的内河炮舰。1904年巴西从英国进口了两艘阿克里河级（Acre）内河炮舰，200吨，吃水0.6米。1910年巴西自建一艘伯南布哥号（Pernambuco）内河重炮舰，470吨，吃水1.6米，装备3门120毫米炮，1948年退役。1937年下水巴纳伊巴号，595吨，吃水1.52米；以及帕拉瓜苏河号（Paraguaçu），430吨，1.52米。两舰舷侧及甲板部分区域敷设装甲，防护能力提升之余也加大了吃水，导致一年中仅有部分时间可以执勤。巴西在二战后就不再有新的内河炮舰入役，而是新建了一批内河巡逻舰艇，如1970年下水的佩德罗·特谢拉级（Pedro Teixeira）内河巡逻舰等。截至1995年，原有的内河炮舰仅巴纳伊巴号仍在役，其他均已退役。
巴拉圭虽然是内陆国，但领土内有多条可以通航的河流通向邻国，因此巴拉圭也需要有自己的水上武装力量。巴拉圭级（Paraguay）装甲内河炮舰，满载865吨，吃水2.3米，两门4.7英寸炮。
秘鲁长期与邻国存在边界纠纷，需要一支海军保卫自己的利益。其中就有两艘洛雷塔级（Loreta）内河炮舰，1934年下水，250吨，吃水1.37米。两舰一直服役到1980年代。
哥伦比亚原本没什么值得一提的海军舰艇。1930年下水三艘卡塔赫纳级（Cartagana）内河炮舰，142吨，吃水0.84米。1933年与秘鲁发生边界冲突后，才又匆匆从葡萄牙购买两艘驱逐舰以壮声势。

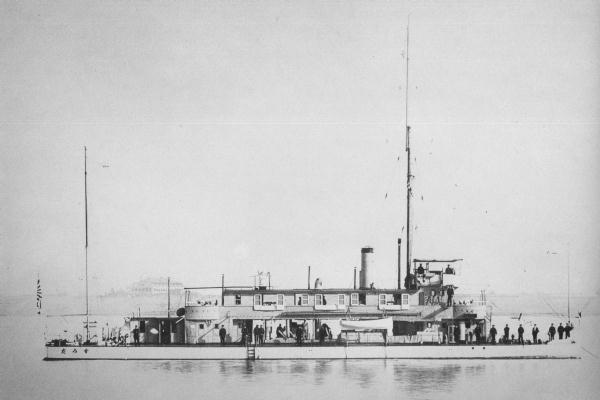
第一代隅田号，摄于1912年。隅田号作为日本第一艘长江炮舰，采用了典型的英式布局

### 日本
日本海军为了维护其在华利益，曾在中国部署过大量河川炮舰。尤其日俄战争以后，日本炮舰成为长江下游最常见的外国炮舰。日本考虑驻华炮舰有可能涉及外交纠纷，因此虽然很小，但依然划分为“军舰”，而并非驱逐舰、特务舰那样的“舰艇”，舰长也为海军少佐级别。
长江下游航段水位较深，可以容许航海炮舰等军舰驶入。然而日本早期的炮舰普遍采用小船扛大炮的设计，吃水过深，不适合在长江行动。1901年日本海军特意建造了一艘外地警备用炮舰宇治，620吨，吃水2.1米，主要在长江下游及中国沿海行动。1903年日本海军追加建造两艘川江炮舰隅田、伏见。该级吃水仅126吨，吃水0.61米；惟主机功率不足，难以通过水流湍急的三峡，绝大部分时间还是在宜昌以下的长江航段活动。
1919年，日本筹划建造4艘河川炮舰，分别命名为势多、比良、保津、坚田，400吨，吃水1.02米，为了通过三峡而安装了功率较大的重油锅炉。1927年，日本海军又着手建造两艘250吨级的炮舰，即热海、二见两舰。热海级原吃水1.13米，后因加强了武备吃水又增加了0.16米，干舷几乎挨着水面，江面风浪大时江水甚至能淹过甲板。1935年的第三次海军补充计划中追加建造两艘270吨级河川炮舰，即伏见级伏见、隅田；吃水1.2米，17节，干舷较高，且配备航海仪器，能在近海航行。抗战结束时，中国政府接收了日军在华炮舰。

### 中国
清末中国海防洞开，为了扭转这一局面，清政府也置办了一批内河炮舰，试图凭此维护自己的主权。1903年，中国和日本签订合同，订造4艘江元級长江炮舰（525吨，吃水2.1米，13节）；1905年左右，再向日本订购楚泰級6舰（740吨，吃水2.43米，13节）。接着再1907年，广东水师从香港英商处订购4艘江大級小型川江炮舰（250吨，吃水2.28米，14节），用于西江的江防警戒。1909年，又向德国采购两艘川江炮舰新璧、新珍（辛亥革命后改名江犀、江鲲，140吨，吃水0.6米）；并在1911年，在国内的厂商另外仿造三艘川江炮舰，定名新瞻、新逖、新敏（辛亥革命后改名建中、永安、拱辰，140吨，标准排水量90吨，满载120吨，但吃水达到0.9米）。
1911年11月11日辛亥革命爆发，海军各舰艇陆续起义，并调转炮口攻击清军，协助革命取得胜利。但不久全国连年军阀混战，各舰艇包括诸多炮舰在动乱中也只能不断依附各路军阀。与此同时，偏居一隅的东北江防舰队并没有卷入内战，而是靠着有限的舰艇试图守护东北的江防。1929年中东路事件中，这支不起眼的江防舰队在苏军压倒性的军事力量面前被迅速击败。冲突结束后江防舰队一度进行重建，旋於九一八事变中落入日军之手，后交予满洲国。
日本为了培养满洲国江防实力以抗衡苏联，先后为满洲国江防舰队提供了不少河川舰艇，包括1933年的江防炮舰大同、利民两舰（65吨，吃水0.75米）；1934年的顺天、养民两舰（270吨，吃水0.9米，配备一座双联装120毫米口径高射炮）；以及1935年的定边、亲仁号（总重290吨，吃水0.9米，3门120毫米高射炮）。1945年苏军对日宣战，满洲国的江防炮舰尽数为苏军所掳去。满洲国时代新添设的各舰艇此后大多下落不明，仅顺天级、定边级4舰资料相对可考。

## 战例

### 南北战争

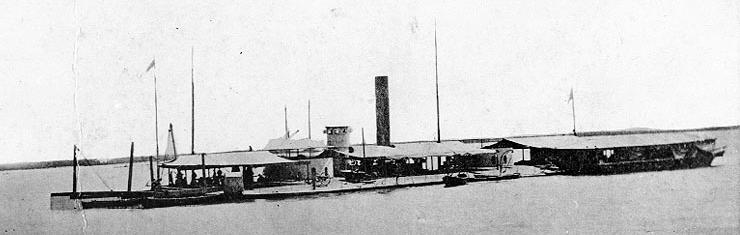
密尔沃基级奇克索号，1864年。照片中舰艏部分加装了扫雷具

美国本土拥有着流域广阔的密西西比河等河流，南北战争期间双方围绕着相关河流的控制权而发生了多次战斗。北军（联邦军）的水上战略，乃是根据温菲尔德·斯科特将军的建议，以海军在南方沿海以及密西西比河流域对南方邦联进行封锁。据此北军在战争初期就着手组建内河舰队。其作战意图，乃沿密西西比河南下，控制住密西西比河和俄亥俄河，把邦联军（南军）赶向东部；同时通过田纳西河以及坎伯兰河，以达到控制肯塔基州全境和田纳西州大部的目的。南军也针锋相对地组建了新奥尔良中队，陆续拥有两艘浮动炮台，三艘铁甲舰和一批木质撞击舰；因舰艇实力处于弱势，南军舰队通常都是协助固守重点区域。然而北军赶在南军完成整编之前就发起突袭，一举夺下亨利要塞（Fort Henry）和多纳尔森要塞（Fort Donelson）。此后北军内河炮舰开始肩负两项使命，其一是击败密西西比河上的南军，其二是保卫田纳西和坎伯兰，守住补给线路。
1862年4月24日，北军大举进攻新奥尔良；5月10日，攻击皮罗要塞（Fort Pillow）。北军虽然陆路进展不利，但其内河舰队在水面战斗中两次都取得了胜利。6月6日，两军又在孟菲斯交手，此次水战北军大胜。遭此惨败，南军再也无力在密西西比河组织起大规模的水面舰队；而北军则因为舰艇日渐充裕，把一部分木壳撞击舰（Ram）改作为炮舰，炮击沿岸南军，而不再负责与敌舰交战。1863年5月，北军对维克斯堡发起强攻。是役西部炮舰区舰队（Western Gunboat Flotilla）奉命顶着地面炮火沿密西西比河穿过维克斯堡附近的河段南下，从另一头炮击南军阵地，并阻截通往维克斯堡的补给线。北军在水陆联合攻势下于7月4日攻陷了维克斯堡。在战争末期的莫比尔湾战役，北军内河炮舰猛烈轰击湾口的两座南军要塞，摧毁了大量防守方火力，发挥了重要作用。

### 一战

#### 多瑙河战场

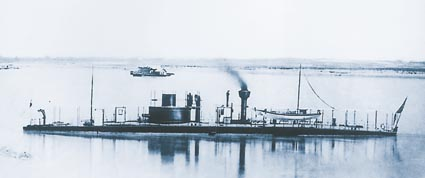
奥匈帝国莱塔号，1872年

1914年7月28日，奥匈泰梅什、博德罗格号、索莫什三舰炮擊贝尔格莱德西南的铁路桥及附近堡垒，拉开了世界大战的帷幕。此后奥匈炮舰也多次主动出击，而塞尔维亚炮兵对此反击，取得了一定成果，将克勒什号击伤，并且对莱塔号造成重创。塞尔维亚没有自己的海军，故邀请俄国海军协助。俄军派出一批武装轮船、巡逻艇等为塞军进行运输补给、巡逻警戒，并在航道布雷。俄军的布雷取得了不错的战果，1915年10月23日，泰梅什号触雷沉没，奥匈军虽然稍后打捞出水，但很长一段时间内都没有修复。
1915年10月6日，德国、奥匈、保加利亚三国联军向塞尔维亚发动大规模进攻，炮舰索莫什号与武装轮船乌纳号掩护奥匈军两个师在萨瓦河上的大克里格岛以西进行渡河作战。而奥匈军的多艘舰艇则支援德军第22预备军的渡河行动。奥匈炮舰有力支援了同盟国军的进攻，迫使塞军9日撤出贝尔格莱德。
1916年8月27日，罗马尼亚参加到了协约国一侧阵营。战前罗马尼亚海军在黑海仅有一艘老式防护巡洋舰、若干老式炮舰和56吨级鱼雷艇；不过在多瑙河方面，罗军多瑙河中队拥有4艘1907-1908年建造的较新式内河炮舰，以及5艘老式炮舰、12艘50吨级内河鱼雷艇等，是奥匈军多瑙河区舰队的主要对手。1916年9月9日，德、保、土三国军队混编而成的多瑙河集团军攻陷罗马尼亚重镇锡利斯特拉，迫使罗军向南调动预备兵力。10月1日，罗军第三集团军以数个师的兵力试图从久尔久下游25公里的弗勒门达处渡河，迂回至多瑙河集团军后方。奥匈多瑙河区舰队尽全力攻擊罗军渡河浮桥，在10月2日的战斗中，罗军炮兵对炮舰博德罗格号取得5发炮弹命中，并命中克勒什号12发直击弹，重創其水线下，迫使其搁浅。3日，另外4艘奥匈炮舰赶到战场，接替前一日受伤的舰艇再次强攻浮桥，炸毁了部分浮桥，挫败了罗军迂回包抄的计划，不久罗马尼亚退出战争。
1917年9月22日，奥匈炮舰恩斯级二号舰因号（Inn）在布勒伊拉附近触雷坐沉。奥匈方面将因号打捞了上来，但直到战争结束都没有修复。战后因号赔偿给了罗马尼亚，并改名为巴萨拉比亚号（Basarabia）。
1917年，俄国退出战争，奥匈多瑙河区舰队的舰艇转移到黑海继续执行任务。随着保加利亚退出战争，奥匈炮舰往回收缩。1918年11月奥匈投降后，残余炮舰也停止作战。

#### 非洲战场

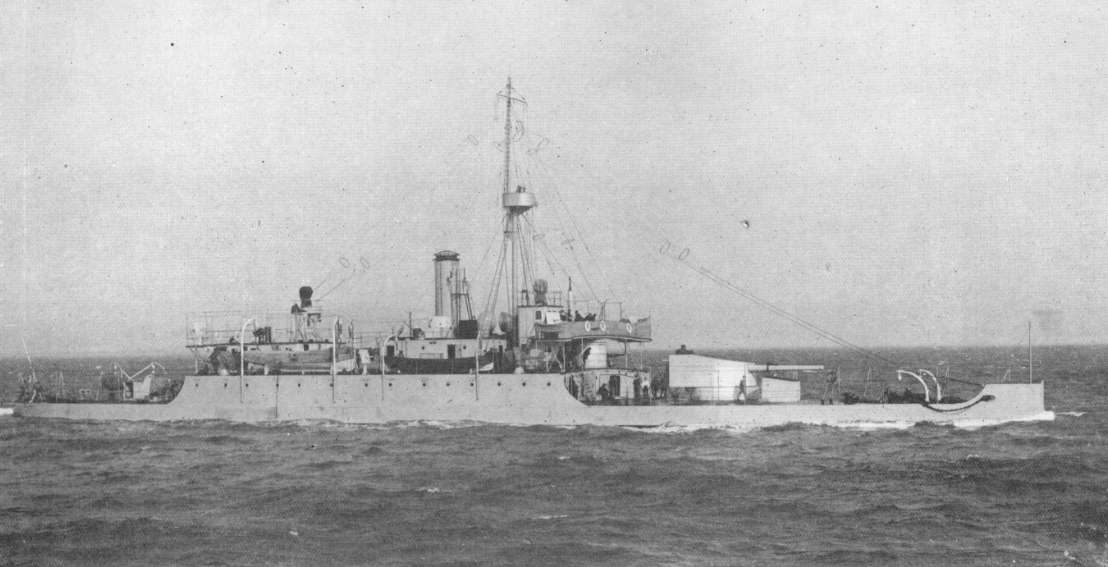
默西号，原巴西在英国订造的三艘内河重炮舰之一，原定用于亚马逊河流域。因巴西政府财政困难，未能偿清船款，战争初期由英国海军部买下

1914年英国对德宣战当天，英军炮舰格温多伦号（Gwendolen）炮击德国武装轮船赫尔曼·冯·维斯曼号（Hermann von Wissmann），拉开了非洲英德战事的帷幕。8月12日，德属东非一小股德军到达坦噶尼喀湖东岸的基戈马，在那里给赫尔曼·冯·维斯曼号装上4门37毫米炮，随后立即对比属刚果展开行动，21日击伤比军90吨的炮艇亚历山大·德尔科米纳号（Alexandre Delcommune）并迫使其搁浅。之后德军控制了坦噶尼喀湖，并武装了若干轮船作为炮艇使用。英国人为了夺回坦噶尼喀湖的控制权，设法运来两条小艇，并取得俘获德军改装炮艇一艘、击沉一艘的战果。之后随着更大型的武装运输舰和飞机运抵坦噶尼喀湖，协约国军重新夺取了湖区的控制权。
1914年底，英军多艘巡洋舰将德军的破袭巡洋舰柯尼斯堡号堵在了魯菲吉河口的三角洲里。然而英舰吃水过深，无法闯入河口攻击德舰。双方僵持不下之时，英国海军从本国调来两艘浅水重炮舰默西号和塞文号。1915年7月6日两舰试图靠近柯尼希贝格号，遭到德舰还击，塞文号中弹两发，英国人退走。五天后英舰卷土重来，这次成功将柯尼希贝格号击伤坐沉，不过德军弃舰前还是成功把舰上的火炮拆走作为野战炮继续使用。

#### 中东战场
1915年，英军对美索不达米亚地区发起进攻。美索不达米亚地区洪水季节遍布沼泽，“对于陆军太深而对于海军太浅”，正是浅水炮舰可以大展拳脚的舞台。9月26日，英军逼近库特城下，经过一番激战攻陷了库特城，土军则退至泰西封。10月，英军针对美索不达米亚专门设计的苍蝇级炮艇开始投入使用，这批小艇98吨，吃水0.6米，推进器安装在凹陷的船底内，不容易受到损坏。11月下旬英军进攻泰西封，虽付出惨重代价，终因缺乏预备队而被迫撤退，撤退途中苍蝇级萤火虫号（Firefly）被土军击伤而放弃。土军俘获萤火虫号后改名塞尔曼帕克号（或Selman-Pak），并在后续战斗中夺回库特，大批英印军投降。

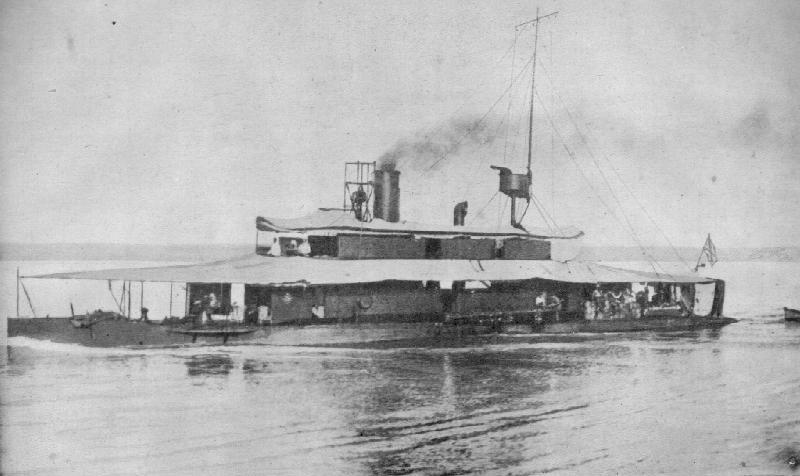
一艘苍蝇级炮艇

1916年，英国重新组建美索不达米亚远征军，若干昆虫级炮舰及苍蝇级炮艇也调到了当地。而土军除俘获的少量英军舰艇外，仅有一艘由德制拖轮改装成的炮舰猎鹰号（Toğan）。12月13日，英军重新发动进攻，重夺库特城，英军炮舰在战斗中发挥了重要作用。紧接着英军炮舰作为前锋追击撤退的土军。1917年2月26日，英军3艘昆虫级炮舰在小镇布海拉附近发现猎鹰号和塞尔曼帕克号，遂果断发起冲击，虽遭到土军地上炮兵和炮舰的联合打击而伤亡惨重，英舰依然重创两艘土舰，迫使其搁浅。而土军的撤退也因英舰的突击而演变成溃退，3月11日英军成功占领巴格达。

### 二战
抗日战争初期，中国海军面对着实力远远凌驾于己方的日本海军，采取了将可堪一战的军舰撤入内地，依托岸防要塞进行坚守的策略。故此中日双方并未展开大规模的水面舰艇交战，日军主要以航空兵力对中国军舰实施打击。中国海军的大型作战军舰在战争初期即在日军的轮番空袭下迅速损失殆尽，此后仅剩下少量炮舰、巡逻艇、鱼雷艇、布雷艇等在内陆河流、湖泊地区继续作战。日军的空中力量长期保持着对中国军舰的威胁，中国在战前保有、而在抗战期间损失的内河炮舰中，除去自沉封锁港口的之外，其余全部因日机轰炸而损失，包括1937年的楚有、江大；1938年的江贞、江巩；1941年的江犀、江鲲；另有楚泰号在1939年的空袭中受重创瘫痪而放弃。
日军飞机的阴霾同样笼罩在西方在华炮舰的上空。1937年12月11日美国驻华长江炮舰班乃号护送3艘美国商船搭载着美国侨民撤离南京。为免遭到日军误击，班乃号升起了多面美国国旗，而3艘商船也在船上展开了巨幅美国国旗。然而日军飞机依旧对船队发动了多波次攻击的轰炸和低空扫射，班乃号受重创坐沉长江。太平洋战争爆发后，英、美加入对日战争，遂陆续将滞留在华的长江炮舰赠予中方；然而中方接收这些舰艇后，依然要分散隐蔽，以躲避日军空袭。
而日本自己的在华炮舰在空中威胁面前同样举步维艰。1943年起，盟军轰炸机对日军在长江的舰艇进行越来越猛烈的空袭，日军内河炮舰的行动也处处受到掣肘。